# Тилантонго
Тилантонго е мищекски алтепетл (град) в географския регион Миштека алта на мексиканския щат Оахака, чиито археологически останки се виждат от разкопките при съвременния град Сантяго Тилантонго. Намира се на 17°15' сев. ширина и 97°17' зап. дължина. Мищекското му име от древността е Нюу Тноо-Хуаи Андеуи (Ñuu Tnoo-Huahi Andehui), което ще рече Черен Градски-храм на Небето. 

## История
Археологическите разкопки на този древен град са проведени от Алфонсо Касо през 1960-те и намерените артефакти свидетелстват, че Тилантонго е измежду най-древните градове в Оахака с архитектурни паметници отпреди класическия период Монте Албан I. Предкласическите и класическите останки са намерени в Монте Негро (черният хълм исп.: Monte Negro); пост-класическите останки са на мястото на днешния Сантяго Тилантонго, малко по-насевер от калсическото селище.
Историческите летописи посочват Тилантонго като важно културно-политическо и стратегическо населено място на миштекската цивилизация през пост-класическия (предколониален) мезоамерикански период. Миштекските картинни кодекси като Кодекс Суче-Нуттал разказват историята на господаря на Тилантонго, Осем елена лапа на ягуар, управлявал града през голяма част на 11 век. През неговото управление Тилантонго се свързва с династиите на централно Мексико и по-специално на толтеките.